# Seznam rimskokatoliških škofov Murske Sobote
Seznam murskosoboških rimskokatoliških škofov.

## Seznam
| #  | Slika                     | Ime            | Rojen                         | Škof                                | Opombe |
| -- | ------------------------- | -------------- | ----------------------------- | ----------------------------------- | --- |
| 1. | Klikni za spremembo slike | Marjan Turnšek | 25. julij 1955, Celje         | 7. april 2006 – 28. november 2009   | prej pomožni škof Nadškofije Maribor, potem nadškof koadjutor in nadškof Nadškofije Maribor                   |
| 2. | Klikni za spremembo slike | Peter Štumpf   | 28. junij 1962, Murska Sobota | 28. november 2009 – 1. februar 2025 | prej pomožni škof Nadškofije Maribor, potem škof Škofije Koper in apostolski upravitelj Škofije Murska Sobota |
| 3. |                           | Janez Kozinc   | 21. avgust 1975, Celje.       | 18. junij 2025 (imenovan)           | |